# Накараму
Накараму, న — на, буква алфавита телугу,  обозначает  переднеязычный носовой согласный /n/.
Гунинтам: నా, ని, నీ, ను, నూ, నె, నే, నై, నొ, నో, నౌ. 
Накараву - одна из букв, которые одинаково пишутся и в каннада, и в телугу, но при этом отличается написание подписных. Подписная «на» называется наватту.

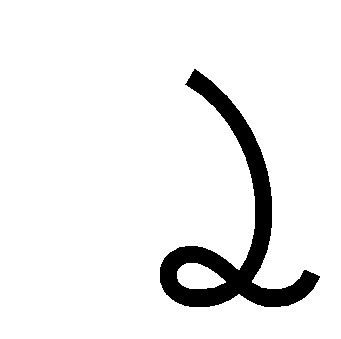
Наватту (телугу)
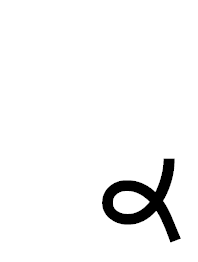
Наотту (каннада)
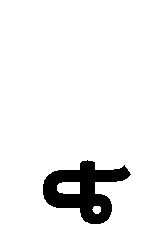
Тьенг но (кхмерский)